# Jan Bockemühl

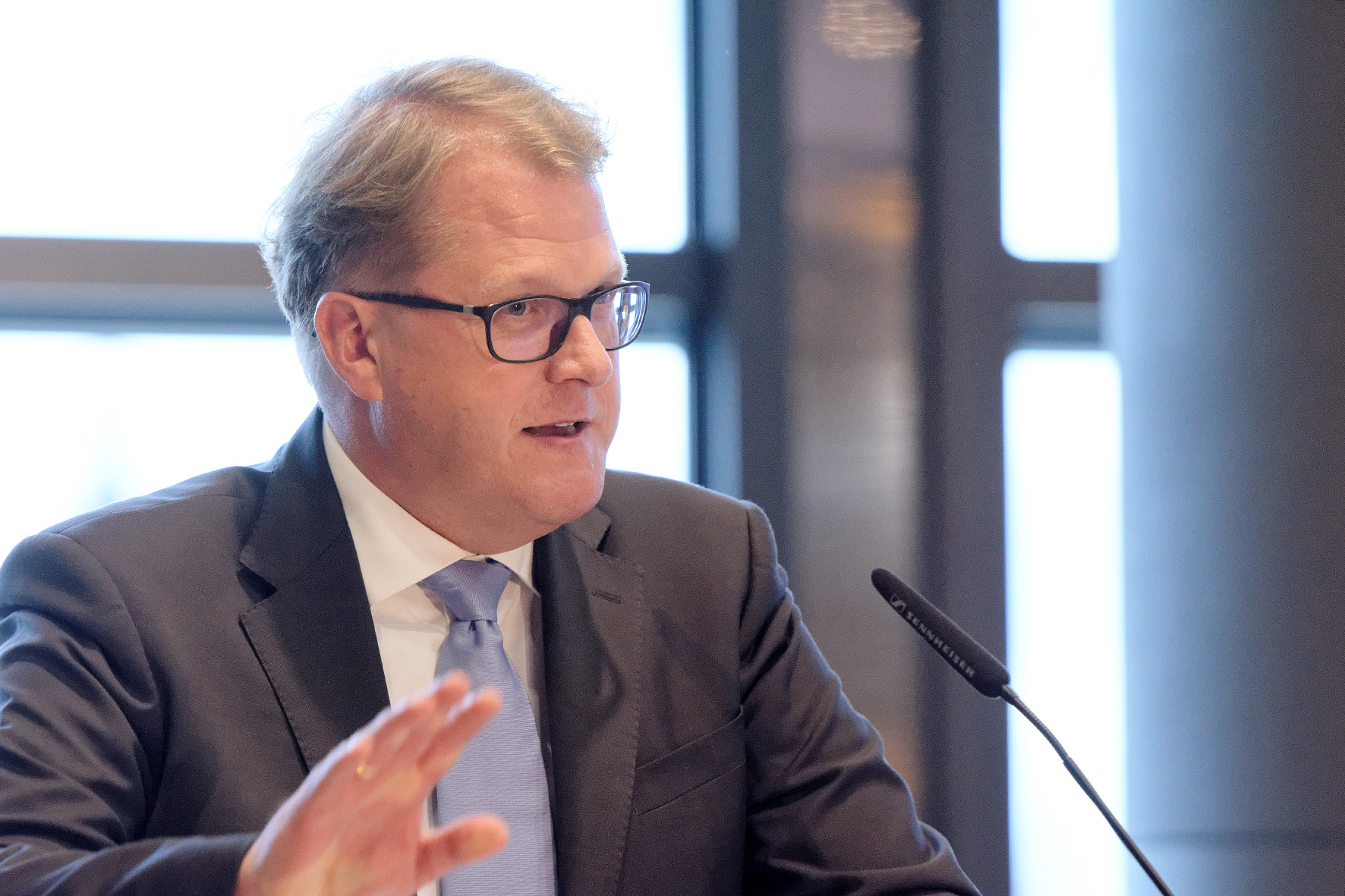
Jan Bockemühl, 2015

Jan Bockemühl (* 25. Mai 1966 in Wermelskirchen) ist ein deutscher Strafverteidiger und Rechtswissenschaftler.

## Leben
Bockemühl studierte von 1987 bis 1992 Rechtswissenschaft an der Universität Regensburg. Sein Referendariat leistete er 1992–1994 im Oberlandesgerichtsbezirk Nürnberg ab. Die Anwaltsstation verbrachte er in der Kanzlei des Berliner Strafverteidigers Gerhard Jungfer. Bereits während seines Studiums war er am Lehrstuhl für Straf- und Strafprozessrecht  von Jürgen Wolter beschäftigt. Als Referendar arbeitete er als nebenberuflicher wissenschaftlicher Assistent am Lehrstuhl von Wolter und Andreas Hoyer.
In der Zeit von 1994 bis 1996 war Bockemühl als hauptberuflicher wissenschaftlicher Assistent am Lehrstuhl für Straf- und Strafprozessrecht und Rechtstheorie Andreas Hoyer, Universität Regensburg, tätig. Im Jahr 1996 promovierte Bockemühl zum Dr. iur. an der Universität Regensburg mit der Dissertation Private Ermittlungen im Strafprozess – ein Beitrag zu der Lehre von den Beweisverboten. Er wurde 1996 zur Rechtsanwaltschaft zugelassen. Von 1996 bis 2000 war er als Strafverteidiger in einer Landshuter Kanzlei tätig. Seit 1999 ist er Fachanwalt für Strafrecht.
Seit 2000 ist er selbständiger Anwalt mit Kanzleisitz in Regensburg. Seit dem Sommersemester 2000 war Bockemühl Lehrbeauftragter für Strafprozessrecht an der Universität Regensburg. Die Bundesrechtsanwaltskammer hat ihn 2012 in den Strafrechtsausschuss der Bundesrechtsanwaltskammer berufen. Am 26. November 2015 wurde er von der Universität Regensburg zum Honorarprofessor für Strafprozessrecht ernannt.
Bockemühl ist Mitglied in verschiedenen juristischen Vereinigungen, darunter die Initiative bayerischer Strafverteidigerinnen und Strafverteidiger, deren Vorsitzender er ist, die Vereinigung Österreichischer StrafverteidigerInnen sowie das Forum Strafverteidigung (CH) und der Arbeitsgemeinschaft Strafrecht des Deutschen Anwaltverein.
Er ist Herausgeber und Mitautor des „Handbuch des Fachanwalts Strafrecht“, Mitherausgeber und Mitautor im Strafprozesskommentar KMR, Mitautor im Münchener Kommentar zum Strafgesetzbuch sowie Verfasser zahlreicher weiterer strafrechtlicher Veröffentlichungen. Er hält regelmäßig Vorträge vor anderen juristischen und anwaltlichen Vereinigungen (Deutscher Strafverteidigertag, Dreiländerforum Strafverteidigung) Am 14. Januar 2013 wurde er als Sachverständiger im Rechtsausschuss des Deutschen Bundestages gehört. Er ist Mitglied im Strafrechtsausschuss der Bundesrechtsanwaltskammer (Strauda).
Von März 2011 bis März 2013 war Bockemühl als Strafverteidiger am FDLR-Prozess in Stuttgart beteiligt, dem ersten Strafverfahren auf Grundlage des Völkerstrafgesetzbuches in Deutschland. Zusammen mit Hartmut Wächtler vertrat er den TV-Anwalt Stephan Lucas in seinem Strafverfahren wegen Strafvereitelung.

## Publikationen (Auswahl)
- „Private Ermittlungen im Strafprozess – ein Beitrag zu der Lehre von den Beweisverboten“, Regensburg 1996 (Dissertation)
- Welche Konsequenzen muss die Justiz aus dem Fall Mollath ziehen?, in: Pommrenke/Klöckner [Hrsg.], Staatsversagen auf höchster Ebene. Was sich nach dem Fall Mollath ändern muss, 2013, Seiten 75–80
- Eigene Erhebungen des Strafverteidigers – Ein praktischer Leitfaden, in: Fahl / Müller / Satzger / Swoboda [Hrsg.], Ein menschengerechtes Strafrecht als Lebensaufgabe, Festschrift für Werner Beulke zum 70. Geburtstag, 2015, Seiten 647–654
- Bockemühl / Gierhake / Müller / Walter [Hrsg.], Festschrift für Bernd von Heintschel-Heinegg, Verlag C.H. Beck, München, 2015, 539 Seiten
- Dokumentation im Strafverfahren – Warum eigentlich nicht?, Moderation der Arbeitsgruppe 4 auf dem 39. Strafverteidigertag in Lübeck am 7. März 2015
- Das Weltbild des Strafrichters – Rückblick, Status quo und Ausblick, in: Strafverteidigervereinigungen [Hrsg.], Bild und Selbstbild der Strafverteidigung, Texte und Ergebnisse des 40. Strafverteidigertages Frankfurt / Main, (erscheint Mitte 2016)
- Bockemühl/v. Heintschel-Heinegg/Lang/Nagler [Hrsg.], Festschrift für Ottmar Breidling zum 70. Geburtstag am 15. Februar 2017, Verlag de Gruyter, Berlin, 2017, Seiten 253–265
- Handbuch des Fachanwalts Strafrecht, Carl Heymanns Verlag, Köln, 9. Aufl. 2024